# ديفيد وينشتاين
ديفيد وينشتاين (بالإنجليزية: David Weinstein)‏ هو ملحن أمريكي، ولد في 1954 في شيكاغو في الولايات المتحدة.

## وصلات خارجية
- ديفيد وينشتاين على موقع IMDb (الإنجليزية)
- ديفيد وينشتاين على موقع ميوزك برينز (الإنجليزية)
- ديفيد وينشتاين على موقع أول ميوزيك (الإنجليزية)
- ديفيد وينشتاين على موقع ديسكوغز (الإنجليزية)